# Tikhon Rakićević
L'archimandrite Tikhon Rakićević (en serbe cyrillique : Тихон Ракићевић), de son nom séculier Aleksandar Rakićević, en serbe cyrillique : Александар Ракићевић), né le 20 octobre 1971 à Čačak (SFRJ) est un des théologiens orthodoxes. Il était l'archimandrite du monastère de Studenica, près de Kraljevo. est un higoumène des plus importants de Église orthodoxe serbe XXe siècle.

## Biographie
L'archimandrite Tikhon est né à Čačak le 25 octobre 1971 sous le nom d'Aleksandar Rakićević. Dans cette ville, il a terminé l'école primaire et les deux premières années du lycée Čačak. Après cela, il entre à l’École de design de Belgrade, dont il sort diplômé en 1990. Il est diplômé de la Faculté des Arts Appliqués de l'Université de Belgrade en 1995 dans le département de peinture murale, après quoi il s'est inscrit à des études de troisième cycle dans la même faculté et a été employé comme assistant-stagiaire.
En 1996, il part devenir novice au Monastère de Studenica, sous la direction de l'archimandrite Julijan Knežević. Il est devenu moine en 1997, la même année il est devenu hiérodiacre et en 1999 il est devenu hiéromoine. Il a été élu abbé en 2004.
Fin 2003, il a réussi tous les examens différentiels de théologie et s'est inscrit à des études de troisième cycle au Département de liturgie de la Faculté de théologie orthodoxe de l'université de Belgrade. Après avoir réussi les examens de troisième cycle en 2005, il a commencé à travailler sur son mémoire de maîtrise Icônes dans la liturgie : fonction et sens, qu'il a soutenu en 2008.
Il devient docteur en sciences théologiques en  2014 lorsqu'il soutient, dans la même faculté, sa thèse de doctorat sur le thème Cloison-iconostase de l'autel du IVe au milieu du XVIIe siècle : forme, fonction et sens. Il effectue des recherches et rédige des articles scientifiques liés au patrimoine culturel et spirituel du Monastère de Studenica. Il accorde une attention particulière à l'œuvre de Saint Sava dans ce monastère de 1207 à 1215. Il a initié et, en tant qu'éditeur, participé aux projets capitaux de publication de l'édition trilingue du Student Typik et de l'édition bilingue de l'Evergetid Typik.